# Тиманівська сільська рада (Тульчинський район)
| Тиманівська сільська рада — колишній орган місцевого самоврядування у Тульчинському районі Вінницької області з адміністративним центром у с. Тиманівка. Сільській раді підпорядковані населені пункти: - с. Тиманівка |

## Склад ради
Рада складається з 18 депутатів та голови.

## Керівний склад сільської ради
| ПІБ                         | Основні відомості                                                                                  | Дата обрання | Дата звільнення |
| --------------------------- | -------------------------------------------------------------------------------------------------- | ------------ | --------------- |
| Патлюк Олександр Григорович | Сільський голова, 1958 року народження, освіта, член Всеукраїнського об'єднання «Батьківщина»      | 26.03.2006   | 31.10.2010      |
| Патлюк Олександр Григорович | Сільський голова, 1958 року народження, освіта вища, член Всеукраїнського об'єднання «Батьківщина» | 31.10.2010   |                 |

Примітка: таблиця складена за даними джерела